# Jüdischer Friedhof (Bremerhaven-Lehe)

„Juden Kirchhoff“ nordöstlich von Lehe auf der Kurhannoversche Landesaufnahme von 1768

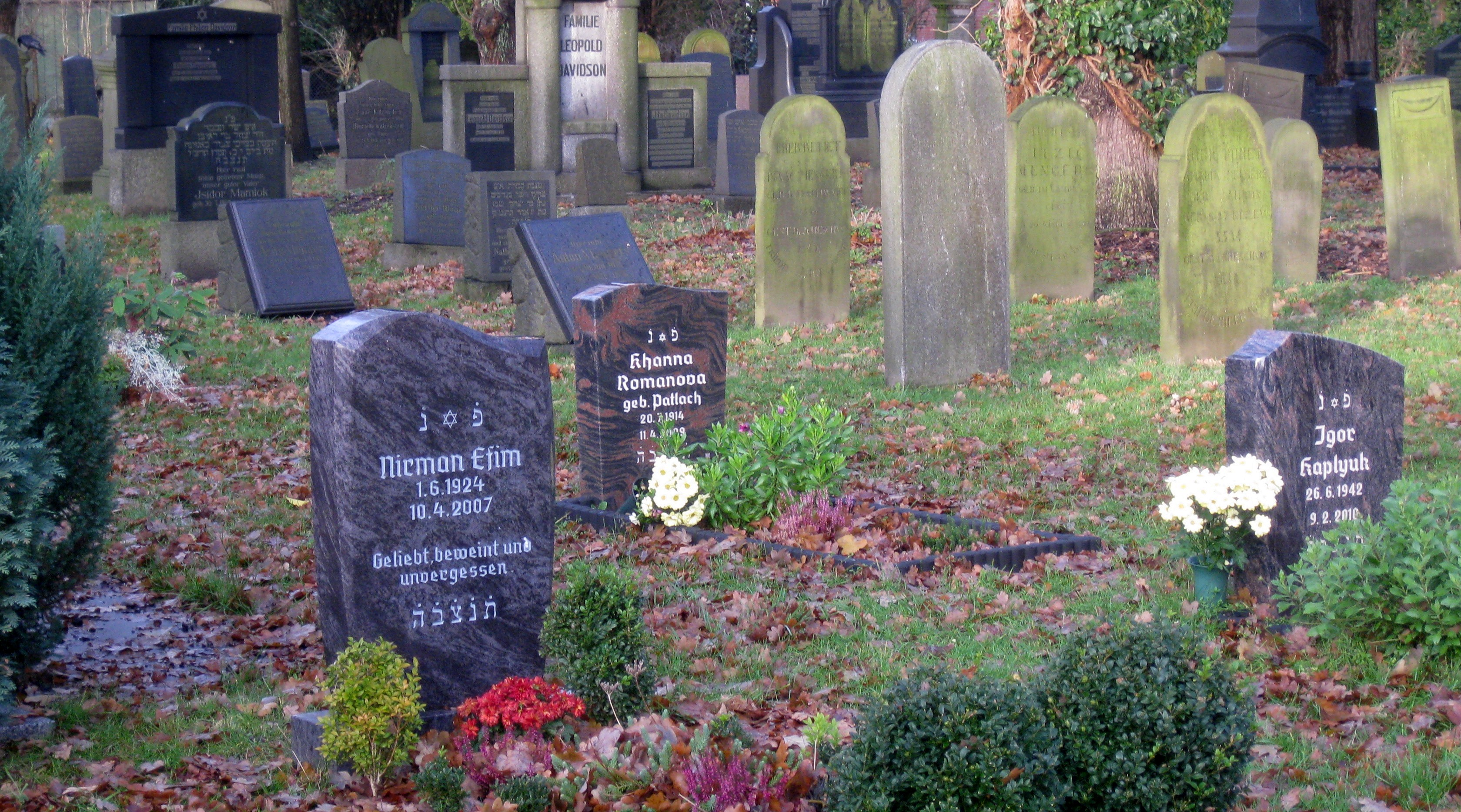
Jüdischer Friedhof in Lehe, 2011

Der Jüdische Friedhof Lehe ist ein jüdischer Friedhof in Lehe, einem Stadtteil im Stadtbezirk Nord der Stadtgemeinde Bremerhaven in der Freien Hansestadt Bremen. Auf dem Friedhof, der seit 1768 belegt wird, befinden sich 253 Grabsteine.
Am 12. März 2014 wurde der jüdischen Gemeinde in Bremerhaven ein Teil des Friedhofes Spadener Höhe übergeben.